# Blaskó János (szobrász)
Blaskó János (Budapest, 1945. augusztus 7. –) Munkácsy Mihály-díjas magyar szobrász.

## Pályafutása
1959 és 1963 között a Képző – és Iparművészeti Gimnáziumban tanult, mestere Somogyi József volt. 1964 és 1971 között a Magyar Képzőművészeti Főiskola hallgatója volt, ahol Mikus Sándortól tanult. 1969 óta szerepel kiállításkon. 1973 és 1988 között Vácott lakott, majd 1988-tól Budapesten és Zsennyén alkot. 1993-tól tanít a szombathelyi Berzsenyi Dániel Tanárképző Főiskolán. Művei főleg kisplasztikák, érmek, portrék, díszítő jellegű kompozíció és emlékművek.

## Díjak
- 1972-75 között: Derkovits-ösztöndíj;
- 1972: a Fiatal Művészek Stúdiója kiállításán a Művészeti Alap díja;
- 1973-88 között: Váci Tárlat, szobrászati díjak;
- 1979: Eger, szobrászati fődíj;
- 1988: Budapest, XIII. kerületi Képzőművészek Tárlata, a kerületi tanács díja.
- 2013:  A Magyar Érdemrend lovagkeresztje
- 2020 Munkácsy Mihály-díj[3]

## Egyéni kiállítások
- 1972 • TV Galéria
- 1974 • Templom Galéria, Vác
- 1975 • Debrecen
- 1977 • Horváth E. Galéria, Balassagyarmat • Művelődési Ház, Szécsény
- 1978 • Művelődési Ház, Heves • Madách Imre Művelődési Központ, Vác
- 1981 • Madách Imre Művelődési Központ, Vác
- 1982 • Helyőrségi Művelődési Központ [Markó Erzsébettel], Székesfehérvár
- 1984 • Magyar Optikai Művek, Budapest
- 1985 • Könyvtár Galéria, Vác • Tungsram Rt. [Cs. Nagy Andrással], Vác • Ady Endre Művelődési Központ, Székesfehérvár • KISZ KB Székháza, Budapest • Sillye Gábor Művelődési Központ, Hajdúböszörmény • Művelődési Központ, Nádudvar
- 1986 • Művelődési Központ, Mezőberény
- 1987 • Egyesült Izzó, Vác
- 1989 • Városi Hangverseny és Kiállítóterem [id. Blaskó Jánossal], Zalaegerszeg
- 1998 • Szombathelyi Képtár, Szombathely (kat.).

## Válogatott csoportos kiállítások
- 1971-80 • Fiatal Művészek Stúdiója, Budapest
- 1968-76 • Vásárhelyi Őszi Tárlatok, Tornyai János Múzeum, Hódmezővásárhely
- 1973-88 • Pest megyei művészek kiállításai, Szentendre • Váci Tárlatok, Vác
- 1979 • Eger
- 1980 • Magyar Érmészet, Varsó
- 1983, 1987 • Szabadtéri Szoborkiállítás, Salgótarján
- 1987 • Szentendrei Érmek, Hamburg
- 1990 • Nemzetközi kiállítás, Francia Intézet, Budapest
- 1997 • DunapART Művészeti Társaság kiállításai, Mödling • Carrara.

## Művek közgyűjteményekben
Déri Múzeum, Debrecen • Magyar Nemzeti Galéria, Budapest • Móra Múzeum, Szeged • Petőfi Irodalmi Múzeum, Budapest • Tragor Ignác Múzeum, Vác.

## Köztéri művei
- Endre Béla-dombormű (vörösrézlemez, 1968, Hódmezővásárhely)
- Lenin (bronz, kő, 1969, Eger)
- Ho Si Minh-portrédomborműves emléktábla (bronz, süttői mészkő, 1971, Eger, Ho Si Minh Tanárképző Főiskola)
- Petőfi-portré (bronz, 1972, Vác)
- 900 éves-emlékkő (mészkő, ólom, 1975, Vác)
- Gábor József-portrédombormű (vörösréz, 1975, Vác, Gábor József Általános Iskola)
- Táncolók (süttői mészkő, 1976, Verőcemaros)
- A mi világunkért (vörösréz, 1978, Vác, Hajós Alfréd Úttörőház)
- Emberpár (bronz, süttői mészkő, 1980, Vác, Madách Imre Művelődési Központ)
- Figurális dombormű (bronz, 1980, Erdőkertes, Egészségház)
- Bartók-dombormű (bronz, gránit, 1981, Vác, Zeneiskola)
- Petőfi (bronz, 1983, Budapest-Csepel, Petőfi tér)
- Család (andezit, bronz, 1983, Erdőkertes)
- Fogathajtó VB-fogadóplasztika (fa, bronz, 1984, Szilvásvárad, Lovarda)
- Juhász Gyula-mellszobor (bronz, süttői mészkő, 1984, Vác, Általános Iskola)
- Erkel Ferenc (bronz, andezit, 1986, Gödöllő)
- Virágok (1987, Vác – megsemmisült)
- II. világháborús emlékmű (bronz, süttői mészkő, 1988, Fülöpszállás)
- Bolyai János-mellszobor (bronz, 1989, Budapest, Katonai Műszaki Főiskola)
- Homlokzati felirat (vörösrézlemez-domborítás, 1990, Budapest, XIV. ker., Varga Gyula park)
- Emlékmű (bronz, mészkő, 1990, Szent Lóránt)
- Portré (vörösréz, 1991, Nizza)
- II. világháborús emlékmű (márvány, 1991, Sajómercse, Népház)
- I. és II. világháborús emlékmű (vakolt téglaarchitektúra, bronz, 1992, Rábatöttös)
- Turul madár (bronz, 1992, Sajómercse)
- I. és II. világháborús emlékmű (vakolt téglaarchitektúra, bronz, 1992, Sorkifalud)
- Krisztus (bronz, 1993, Gyulafirátót, Golgota)
- Korpusz (bronz, 1994, Rábatöttös)
- II. világháborús emlékmű (bronz, mészkő, 1995, Tát)
- Békássy Ferenc költő emlékére (architektúra, bronz, 1996, Zsennye, Kastély)